# Erstes Pfarrhaus (Merkendorf)
Das Erste Pfarrhaus ist ein zweigeschossiger Walmdachbau in der Schulstraße 5 der Stadt Merkendorf im Fränkischen Seenland (Mittelfranken) und steht unter Denkmalschutz.
Das Gebäude wurde im 18. Jahrhundert erbaut. Dort wohnt der Gemeindepfarrer der Stadtkirche.